# Базавлук (остров)
Базавлу́к — остров в Базавлукском лимане Днепра. Между современными селами Грушевка и Покровское.
На острове с 1593 по 1638 годы располагалась Базавлукская Сечь.

## Происхождение названия
Этимология названия достоверно неизвестна. Некоторые исследователи полагают, что в основе лежит тюркское понятие bazuk, buzuk (тур. bazyk), переводимое как «испорченная вода».

## Расположение и описание
Остров Базавлук, существовавший до создания в 1956 году Каховского водохранилища, располагался в Базавлукском лимане, в устье трёх рек Базавлук, Подпольная и Скарбная.  Между современными селами Грушевка и Покровское. По форме остров походил на прямоугольный треугольник с катетами длиной порядка 2 км. Местность открылась после спуска воды в Каховском водохранилище в июле 2023 года.

## Историческая роль
На острове Базавлук с 1593 по 1638 годы располагалась Базавлукская Сечь, являвшаяся в те годы административным и войсковом центром запорожского казачества.
Расположение острова, особенности рельефа и природной среды описывали Б. Папроцкий, Э. Лясота, Г. де Боплан в конце 16 — 1-й пол. 17 в.
В 20 веке о Базавлуке писали Д. Яворницкий, А. Кащенко и др. 
Не следует путать с островом Чертомлык в устье одноименной реки в 10 км. на восток, возле современного села Капуловка, где находилась Чертомлыцкая Сечь (1652-1709), связанная с именем отамана Ивана Сирко. 